# Накамура Йосіо
Накамура Йосіо (яп. 中村 佳央, нар. 22 жовтня 1970, Фукуока) — японський дзюдоїст середньої і напівважкої вагових категорій, який виступав за збірну Японії впродовж усіх 1990-х років. Учасник літніх Олімпійських ігор в Атланті, чемпіон світу, чемпіон Азійських ігор, чемпіон Азії, срібний призер Східноазійських ігор, переможець багатьох турнірів національного та міжнародного рівня. Також відомий як тренер з дзюдо.

## Біографія
Накамура Йосіо народився 22 жовтня 1970 року в місті Фукуока. Активно займатися дзюдо почав з раннього дитинства, проходив підготовку разом з молодшими братами Юкімасою та Кендзо, які згодом теж стали досить відомими дзюдоїстами. Закінчивши навчання в школі, вступив до Токійського університету, потім працював у хімічній компанії Asahi Kasei.
Першого серйозного успіху на дорослому міжнародному рівні досягнув 1991 року, коли потрапив до основного складу японської національної збірної і побував на домашньому чемпіонаті Азії в Осаці, звідки привіз золоту нагороду, яку він виграв у заліку середньої ваги. Два роки по тому завоював золото на чемпіонаті світу в канадському Гамільтоні, ще через рік виступив на домашніх Азійських іграх в Хіросімі, де теж здолав усіх суперників і завоював золоту медаль. Завдяки низці вдалих виступів здобув право захищати честь країни на літніх Олімпійських іграх 1996 року в Атланті, однак потрапити там до числа призерів не зміг, посівши у напівважкій вазі лише сьоме місце.
Після Олімпіади в Атланті Накамура залишився в основному складі дзюдоїстської команди Японії і продовжив брати участь у найбільших міжнародних турнірах. Так, 1997 року в напівважкій вазі він виграв срібну медаль на Східноазійських іграх у Пусані і бронзову медаль на чемпіонаті світу в Парижі. Рік по тому став срібним призером Азійських ігор у Бангкоку, взявши гору над усіма опонентами в напівважкій вазі крім корейця Ю Сон Йона.
Згодом брав участь у турнірах з дзюдо аж до 2004 року, проте на міжнародному рівні істотних досягнень більше не мав. Нині разом з братами працює тренером з дзюдо, зокрема, серед його учнів чемпіон світу Ідзумі Хіросі і дворазовий олімпійський чемпіон Утісіба Масато.